# Регмаглипты

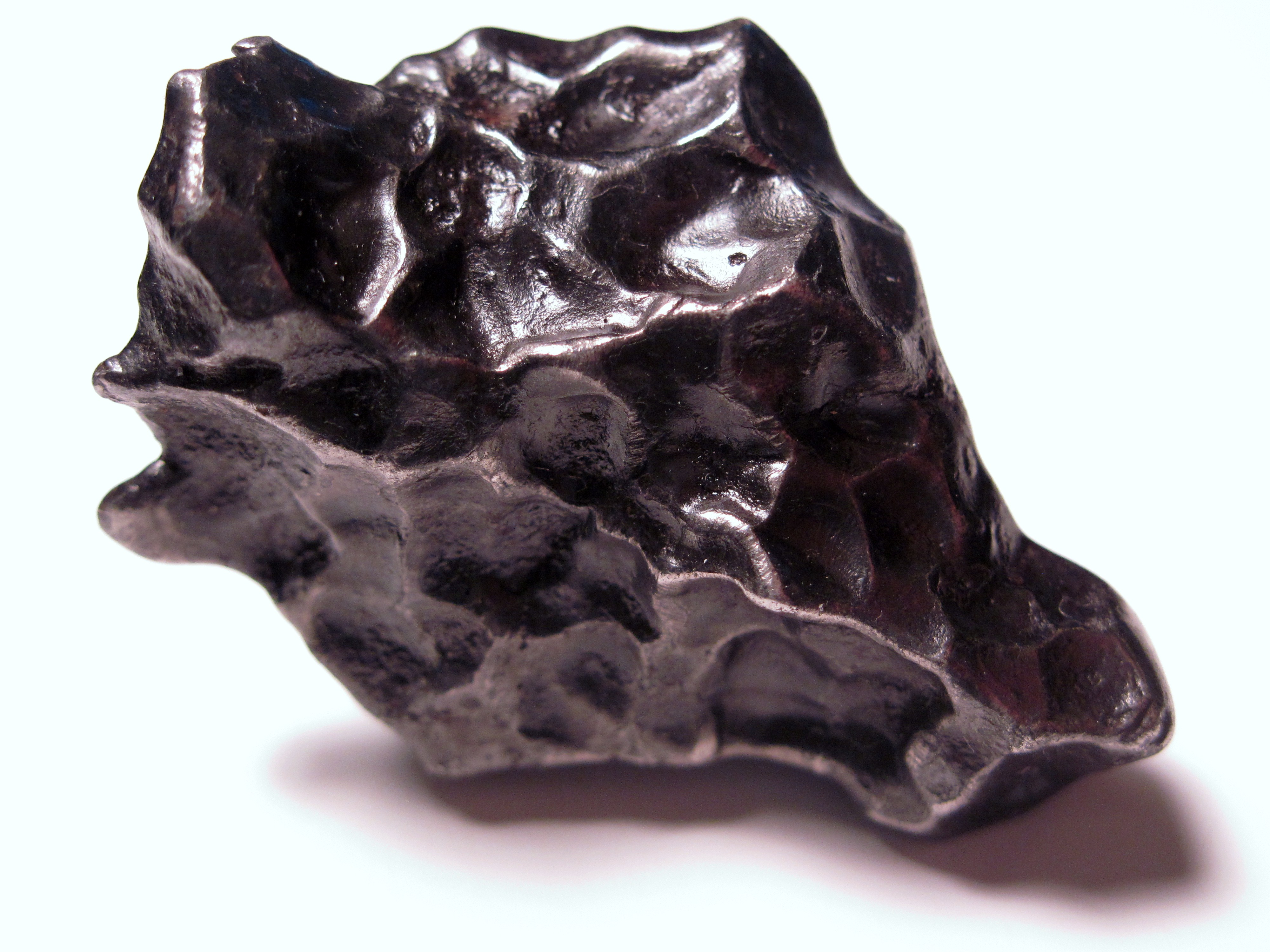
Фрагмент Сихотэ-Алинского метеорита с ярко выраженными регмаглиптами

Регмаглипты (от др.-греч. ῥῆγμα — «трещина, царапина» и γλυπτός — «изваянный, высеченный») — характерные углубления на поверхностях метеоритов, образующиеся в результате «сверлящего» действия земной атмосферы на метеориты во время их движения в атмосфере с космическими скоростями. Синонимичный, но менее употребительный термин — «пьезоглипты».

## Описание
Регмаглипты могут иметь разнообразную форму: округлую, овальную, вытянутую, многоугольную. Она зависит от расположения поверхности, на которой образовались регмаглипты, по отношению к направлению движения метеорита в атмосфере. На боковых сторонах регмаглипты, как правило, имеют вытянутую форму; на задней поверхности, а также на вогнутых частях и во впадинах, чаще встречается круглая или многоугольная форма.
Регмаглипты часто сравнивают с вмятинами, сделанными пальцами в мягкой глине. Их размер варьируется от нескольких миллиметров до нескольких сантиметров в диаметре.
Регмаглипты образуются на последней стадии полёта метеорного тела в атмосфере, когда его скорость значительно уменьшается, ударная волна ослабевает или вовсе исчезает, а само тело дробится на части. Это подтверждается тем фактом, что размер регмаглиптов находится в прямой зависимости от размера осколка.
На железных метеоритах регмаглипты выражены ярче, чем на каменных. Некоторые метеориты вообще не имеют регмаглиптов и обладают совершенно гладкой поверхностью: это происходит в том случае, если при своём падении метеорит имел вращательное движение.
Регмаглипты являются одним из характернейших признаков метеоритов, вне зависимости от типа и класса, и служат для их отличия от тел земного происхождения. Однако следует иметь в виду, что присутствие характерных «ямок» на поверхности образца не является решающим критерием в его определении как метеорита. Углубления, похожие на регмаглипты, могут присутствовать и на обычном камне.